# William Hodges Mann
William Hodges Mann (1843 – 1927) è stato un politico statunitense.

## Biografia
Fu il quarantaseiesimo governatore della Virginia. Durante la guerra civile americana prestò servizio presso il 12º reggimento di fanteria della Virginia, venne ferito in guerra.